# Скално светилище Голям тулпан
Скалното светилище Голям тулпан е разположено на сакрализирания в древността едноименен планински връх, разположен в южните части на Родопа планина, непосредствено до българско-гръцката граница на юг от с. Дрангово, (Община Кирково).

## Описание и особености
В най-високата и най-равна част на скалния връх е изкопан олтар с овална форма. Откъм северозападната страна на скалата са разположени няколко различни по големина каменни блока, които са останки от оградната стена на светилището – суха зидария от едри ломени камъни. Според българския археолог Никола Дамянов, по разлива на оградната стена на места, нейната някогашна средна височина е била 2 m. На двата най-големи каменни блока, се наблюдават изкопани обредни ями, а мястото може да побере поне 30 души, което говори за възможност за персонализирано участие в обредни ритуали.

### Датиране
Според Дамянов, керамичните фрагменти in situ свидетелстват, че светилището е функционирало от късната Бронзова епоха до късната Античност.

## Опазване
Около върха и на територията на теменоса се наблюдават множество иманярски изкопи. Мястото не се популяризира като дестинация за историко-археологически туризъм.